# Windows Intune
«Windows Intune» («Віндовз Інт'юн») — готове хмарне рішення для захисту і управління ПК і мобільними пристроями, яке пропонує компанія Microsoft.

## Можливості
Windows Intune призначений для централізованого керування IT-інфраструктурою підприємства – комп’ютерами та мобільними пристроями на базі Windows, Windows Phone, а також пристроями на базі систем інших виробників (Android, iOS). 
Інструменти для такого керування розташовані у «хмарі». Керування можна здійснювати з будь-якого комп’ютера, який має браузер та вихід в інтернет.
Windows Intune дозволяє:
- проводити моніторинг та адміністрування пристроїв,
- проводити інвентаризацію програмних та апаратних ресурсів,
- забезпечувати антивірусний захист.

Передплата Windows Intune коштує $4-6 на місяць на кожного корпоративного  користувача (який, у свою чергу, може використовувати до п’яти пристроїв).
Windows Intune оновлюється двічі на рік.

## В Україні
Сервіс доступний для українських замовників починаючи з грудня 2012.